# ウオマスリー数
ウオマスリー数（ウオマスリーすう）とは、流体力学において用いられる無次元数の一つ。ウオマスリーパラメータともいう。以下の公式で求められる。
{\displaystyle Wo={\frac {R}{\sqrt {\frac {\nu }{\omega }}}}}
ただし、{\displaystyle Wo}はウオマスリー数、{\displaystyle R}は流体が流れている円管の半径、{\displaystyle \nu }は流体の動粘度、{\displaystyle \omega }は圧力波の角振動数を表す。ウオマスリー数は1周期の慣性力と粘性力の比を表し、これを使うことによって、長い円管内における流体の振動流の様子を表現することができる。